# Frank Brettschneider
Frank Brettschneider (* 2. März 1965 in Wiesbaden) ist ein deutscher Kommunikationswissenschaftler. Brettschneider ist
seit 2006 Inhaber des Lehrstuhls für Kommunikationswissenschaft, insbesondere Kommunikationstheorie an der Universität Hohenheim.
Brettschneider ist Enzyklopädist und arbeitet mit an der International Encyclopedia of Communication und am Handwörterbuch zur politischen Kultur der Bundesrepublik Deutschland.

## Leben
Frank Brettschneider studierte Politikwissenschaft, Publizistik und Jura an der Johannes Gutenberg-Universität Mainz. Dort arbeitete er ab 1990 bis 1992 am Institut für Politikwissenschaft als wissenschaftlicher Mitarbeiter. 1992 bis 2000 forschte er als wissenschaftlicher Mitarbeiter und später als Assistent am Institut für Sozialwissenschaften der Universität Stuttgart. An der Uni Stuttgart promovierte er 1995 mit dem Thema Öffentliche Meinung und Politik und habilitierte sich dort 2002 mit einer Arbeit über Spitzenkandidaten und Wahlerfolg.
2000 bis 2001 vertrat er den Lehrstuhl „Öffentliche Kommunikation und Journalismus“ an der Friedrich-Schiller-Universität Jena. Zum 1. April 2001 wurde er von der Universität Augsburg auf die Professur für Kommunikationswissenschaft berufen und dort zum Professor ernannt. Zum 1. April 2006 nahm er einen Ruf der Universität Hohenheim für den Lehrstuhl für Kommunikationswissenschaft, insbesondere Kommunikationstheorie, an.
Seit Januar 1999 ist Brettschneider Mitglied im Beirat der Media Tenor.

## Werke (Auswahl)
Monographien
- Wahlumfragen. Empirische Befunde zur Darstellung in den Medien und zum Einfluß auf das Wahlverhalten in der Bundesrepublik Deutschland und den USA. München 1991, Minerva Publikation – K.G. Saur Verlag.
- Öffentliche Meinung und Politik. Eine empirische Studie zur Responsivität des Deutschen Bundestages zwischen 1949 und 1990, Opladen 1995, Westdeutscher Verlag, ISBN 978-3-531-12763-7 [ausgezeichnet mit dem „Wissenschaftspreis des Deutschen Bundestages für Arbeiten zum Parlamentarismus 1996“]
- Spitzenkandidaten und Wahlerfolg. Personalisierung – Kompetenz – Parteien. Ein internationaler Vergleich. Westdeutscher Verlag, Wiesbaden 2002, ISBN 978-3-531-13722-3
- Wahlforschung. 1. Auflage. Vs Verlag, Wiesbaden 2007, ISBN 978-3-531-14007-0

Herausgeberschaft
- Frank Brettschneider, Jan van Deth, Edeltraud Roller (Hrsg.): Jugend und Politik: „Voll normal!“ Der Beitrag der politischen Soziologie zur Jugendforschung. 1. Auflage. Vs Verlag, 2006, ISBN 978-3-531-14383-5
- mit Wolfgang Schuster: Stuttgart 21. Ein Großprojekt zwischen Protest und Akzeptanz. Springer VS, Wiesbaden 2013, ISBN 978-3-658-01379-0
- Gesetzgebung mit Bürgerbeteiligung. Online- und Offline-Formate in Baden-Württemberg. Springer VS, Wiesbaden 2019, ISBN 978-3-658-24143-8.
- Bau- und Infrastrukturprojekte. Dialogorientierte Kommunikation als Erfolgsfaktor. Springer VS, Wiesbaden 2020, ISBN 978-3-658-28234-9.
- Direkte Demokratie und Kommunikation. Studien zu kommunalen Bürgerentscheiden und Einwohneranträgen. Springer, Wiesbaden 2023, ISBN 978-3-658-39622-0.

## Ehrungen
- 1996 Wissenschaftspreis des Deutschen Bundestages
- 1997 EMNID-Wissenschaftspreis für das Projekt „Personalisierung der Politik: Kandidatenimages und Image-Agenda-Setting der Massenmedien“ (gemeinsam mit Angelika Vetter).
- 2022 Korrespondierende Mitgliedschaft des Vereins Deutscher Ingenieure (VDI)[3]